# 위연
위연(중국어: 魏延, 병음: Wèi Yán 웨이옌[*], ?~234년)은 중국 후한 말과 삼국 시대 촉한의 장군으로 자는 문장(중국어 정체자: 文長, 간체자: 文长, 병음: Wénzhǎng 원장[*])이다. 용맹이 뛰어나 한중을 진수하고 제갈량의 북벌에도 참여해 공을 세웠으나 오만함이 지나쳐 다른 장수들과 불화했다. 제갈량 사후 회군 지시를 어기고 내분을 일으켰다가 마대에게 참수당했다.

## 생애

### 촉나라의 입구
형주 의양군(義陽郡) 사람이다. 유비가 익주를 공략할 때 부곡(장)으로서 종군하여 공을 세우고 아문장군(牙門將軍)이 되었다. 219년(건안 24년) 유비가 한중왕을 칭하였다. 대부분의 사람들은 장비가 한중을 진수하게 될 것이라 예상했고 장비 역시 내심 자신했는데 유비는 위연을 진원장군(鎭遠―) 겸 한중태수에 앉혀 모두를 놀라게 했다. 중임을 어찌 해내겠냐는 유비의 물음에 “조조가 천하를 들어 쳐들어온다면 대왕을 위해 막을 것이고, 그 휘하 장수가 10만 명으로 쳐들어온다면 대왕을 위해 삼켜버릴 것입니다.”라고 답하였다. 221년(장무 원년) 유비가 황제에 오르면서 위연도 진북장군(鎭北―)에 올랐다. 223년(건흥 원년) 유선이 즉위하자 도정후(都亭侯)에 봉해졌다.

### 북벌에 나서다
227년 제갈량이 한중에서 북벌을 준비하면서 위연을 독전부(督前部)로 삼고 승상사마 겸 양주자사에 임명했다. 위연이 입안하기를, “장안을 수비하고 있는 하후무는 겁이 많고 무모합니다. 제게 정예병 오천, 식량을 운반할 자 오천, 도합 만 명만 주시면 곧장 포중(褒中)의 동쪽으로 나가 자오곡(子午谷)을 타고 열흘도 안 되어 장안에 다다르겠습니다. 갑자기 들이닥친다면 하후무는 배를 타고 도주하여 어사(御史)와 경조태수만이 남을 것입니다. 광문(橫門)의 식량고와 달아난 사람들의 곡식이라면 주둔하는 데에도 충분합니다. 위군이 집합하는 데에 20여 일이 걸릴 테니 그 사이 공께서 야곡(斜谷)을 통해 오시면 틀림없이 동관(潼關)에서 적을 맞을 수 있습니다. 즉 일거에 함양의 서쪽을 평정하게 됩니다.”라 하였다. 이는 매우 위태로운 계획이었기에 채택되지 않았다. 위연은 늘 제갈량을 겁쟁이라고 말하며 자신의 능력이 온전히 쓰이지 않는다고 불만을 표출하였다.
230년 강족이 있는 남안군으로 오의와 함께 들어가 위나라 후장군 비요, 옹주자사 곽회를 양계(陽谿)에서 대파하였다. 이 공으로 전군사(前軍師)·정서대장군(征西―)·가절(假節)을 받고 남정후(南鄭侯)에 봉해졌다. 231년 제갈량이 다시 북진하여 사마의와 대치하였다. 5월(음력) 싸움을 걸어온 사마의를 고상, 오반과 같이 맞서서 크게 무찔렀다.

### 회군 명령에 불복
234년 제갈량의 마지막 북벌인 오장원 전투에 위연이 선봉을 맡았다. 어느 날 머리 위에서 뿔이 나는 꿈을 꾸었다. 조직(趙直)이 “기린(전설의 동물)은 뿔이 있어도 사용하지 않는 것처럼 싸우지 않고도 적이 격파된다는 징조입니다.” 라고 해몽해주었는데, 사실은 거짓말을 한 것으로 다른 이에게는 “角(뿔 각)을 파자하면 刀(칼 도) 아래 用(쓸 용)이 있는 꼴이오. 머리 위에서 칼을 쓴다는 것인데 흉해도 너무 흉하오”라 하였다.
가을, 위독해진 제갈량은 장사 양의, 사마 비의, 호군(護軍) 강유를 불러 자신이 죽은 뒤의 철수를 명하며 위연은 최후미를, 강유는 그 다음을 담당하되 혹시 위연이 따르지 않더라도 바로 출발하라 하였다. 결국 제갈량의 생명은 가을 바람에 꺼지고, 양의는 위군 몰래 퇴각 준비를 하며 비의더러 위연의 의사를 확인해보라 하였다. 위연이 말하길 “승상은 유명을 달리했어도 나는 건재하오. 승상부의 관속들은 관을 들고 돌아가 장사를 지내고 나는 군대를 통솔해 적을 상대해야 마땅하오. 한 사람이 죽었다고 어찌 대업을 폐하겠는가? 또 위연이 어떤 사람인데 양의가 정하는 대로 뒤나 지켜야겠는가!” 그러고는 남을 부대를 지정해 비의에게도 연명을 시켰다. 비의는 ‘양의는 군사에 서투른 문관이라 거스르지 않을 것이라며 자신이 가서 잘 설명하겠다’는 핑계를 대고 빠져나왔다. 위연이 뒤늦게 쫓아갔지만 놓쳤다.

### 촉군에게 칼을 겨누고
양의 등은 제갈량이 남긴 계획에 따라 철군하려 하였다. 이를 안 위연은 대노하여 자신의 병사들을 이끌고 먼저 남쪽으로 내려가 퇴각군이 이용할 잔도에 불을 질렀다. 위연, 그리고 타지에 고립된 양의는 서로가 반역을 했다고 표를 올렸다. 시중(侍中) 동윤과 유부장사(留府―) 장완은 위연을 믿기 어렵다고 유선에게 한목소리로 말하였다. 양의 등은 밤낮으로 쉬지 않고 나무를 베며 산을 헤쳐와 겨우 위연에 닿았다.
위연은 포야도(襃斜道)의 남쪽 입구인 포곡(襃谷, 즉 남곡)을 틀어막고 퇴각군을 공격하였다. 퇴각군의 선두에 있던 왕평이 “승상의 시신이 채 식지도 않았거늘 너희들이 감히 어떻게 이러느냐!”며 호통치자 위연의 장병들은 잘못이 위연에게 있음을 알고 흩어졌다. 위연은 자식들과 한중으로 도피했지만 뒤쫓아온 마대에게 참수당하고 그 머리가 양의에게 보내졌다. 양의는 이를 짓밟으며 “천박한 새끼야! 또 악한 짓을 저지를 수 있겠느냐!”라 하였다. 기록으로 남은 유언은 없으며 삼족이 멸하여졌다.

## 성품과 평가
사졸을 잘 양성하고 용맹이 남달랐으나 거만하고 건방져서 사람들이 꺼렸다. 232년에는 거기장군 유염이 위연과의 불화 탓에 술을 먹고 허언을 했다가 성도로 전근되기도 하였다. 특히 양의는 그냥 넘어가는 법이 없어서 서로 물과 불처럼 다투었다. 어쩌다 위연은 칼을 빼들기도 했고 양의는 눈물 범벅이 되었으며 그런 둘 사이에 비의가 끼어들어 중재를 하고는 하였다. 제갈량은 양의의 재주와 위연의 용맹을 모두 아껴 차마 어느 한쪽을 내치지 못하였다. 결국 제갈량 사후 위연이 양의 등을 제거하고 권력을 차지하려 하다가 해를 입고 말았다.
손권은 양의와 위연을 싸잡아 목동이나 할 소인배들이 하찮게나마 당장의 도움이 된답시고 직임을 맡아 그 권세가 가볍지 않으니 제갈량이 사라진다면 반드시 나라에 재앙이 될 것이라 보았다. 양희는 ‘위연은 굳세어서 어려움 속에서도 명을 받고 나아가 적을 물리치며 국경을 지켰다. 그러나 협력하지도, 화합하지도 않았으며 의리를 저버리고 난을 일으켰다. 처음엔 아낌을 받았을지라도 결국은 미움을 받았으니 참으로 그의 성품 탓이다.’라는 말을 남겼으며 진수는 ‘위연은 용기와 지략으로 인해 임용되었다. 유봉, 팽양, 요립, 이엄, 유염, 위연, 양의는 빠짐없이 중한 대우를 받았다. 다만 그들의 거동과 당시의 예법을 살피건대 흉한 일을 당한 것은 자기 자신들 때문이 아니라고 할 수 없다.’라 평하였다.

## 삼국지연의
사서가 아닌 소설 《삼국지연의》에서는 형주목 유표의 휘하에 있었는데 그 후계자 유종이 조조에게 항복하려 하자 반발하고 문빙과 크게 싸운 후 장사태수 한현에게 간다. 유비와의 전투에서 돌아온 황충이 관우를 살려주었다는 이유로 역모를 꾀한다며 한현이 황충을 죽이려 하자, 이에 분노한 위연이 한현을 베어 죽이고 유비에게 귀순한다. 이때 제갈량은 유비에게 “위연은 반골의 상입니다. 게다가 자신이 모시던 군주를 죽이고 왔으니 중용하지 마십시오.”라고 진언하였으나 유비는 위연을 받아들인다. 이후 손권이 촉의 사신에게 “위연은 용맹하긴 하나 반골의 상이오. 후에 반드시 큰일을 저지를 것이오.”라 한다. 이러한 '반골의 상'을 강조하는 것은 위연의 오만하고 남들이 기피하는 성격을 보임과 동시에 훗날의 반란에 대한 복선이다.

## 참고 문헌
- 《삼국지》40권 촉서 제10 위연